# Mezilaurus
Mezilaurus é um género botânico pertencente à família Lauraceae.

## Espécies
- Mezilaurus anacardioides (Spruce ex Meisn.) Taub. ex Mez

Sinônimo: Mezilaurus ita-uba (Meisn.) Taub. ex Mez
- Mezilaurus caatingae van der Werff
- Mezilaurus campaucola van der Werff
- Mezilaurus crassiramea (Meisn.) Taub. ex Mez
- Mezilaurus decurrens (Ducke) Kosterm.
- Mezilaurus duckei van der Werff
- Mezilaurus glaucophylla van der Werff

Sinônimo: Williamodendron glaucophyllum (van der Werff) Kubitzki & H.G. Richt.
- Mezilaurus maguireana C.K.Allen

Sinônimo: Mezilaurus sprucei (Meisn.) Taub. ex Mez
- Mezilaurus mahuba (A. Samp.) van der Werff
- Mezilaurus manausensis van der Werff
- Mezilaurus micrantha van der Werff
- Mezilaurus navalium (Allem.) Taub. ex Mez
- Mezilaurus opaca Kubitzki & van der Werff
- Mezilaurus oppositifolia (Nees) Taubert ex Mez.

Sinônimo: Licaria oppositifolia (Nees) Kosterm..
- Mezilaurus palcazuensis van der Werff
- Mezilaurus pyriflora van der Werff
- Mezilaurus quadrilocellata van der Werff
- Mezilaurus subcordata (Ducke) Kosterm.
- Mezilaurus synandra (Mez) Kosterm.
- Mezilaurus thoroflora van der Werff
- Mezilaurus triunca van der Werff
- Mezilaurus vanderwerffii Alves, F.M. & Baitello	Accepted
- Mezilaurus wurdackiana C.K.Allen

*Mezilaurus lindaviana Schwacke & Mez.